# Ardas
L'Ardas è una preghiera sikh molto viva nella fede presente. Si recita al mattino e alla sera, da parte del credente, e anche prima di tutte le cose importanti della vita. Va recitata anche prima dei pasti. Questa preghiera lancia un appello e parla un po' della storia sikh; viene utilizzata per la devozione al dio vivente. Cita i nomi dei dieci guru del sikhismo e si è evoluta nel corso del tempo. Questa preghiera è di solito recitato in piedi con le mani giunte. La parola "Ardas" deriva da "Arazdashat", una parola persiana che significa richiesta, supplica, preghiera o indirizzo ad un'autorità superiore. Non è scritta nel libro sacro del sikhismo, Guru Granth Sahib. Alcuni la indicano come il cuore orante della comunità sikh, che si evolve nel corso dei secoli. 
Inizia così:
ਅਰਦਾਸ: ੴ ਵਾਹਿਗ੝ਰੂ ਜੀ ਕੀ ਫਤਹਿ ॥ ਸ੝ਰੀ ਭਗੌਤੀ ਜੀ ਸਹਾਇ ॥ ਵਾਰ ਸ੝ਰੀ ਭਗੌਤੀ ਜੀ ਕੀ ਪਾਤਸ਼ਾਹੀ ੧੦॥ 
Ardaas, Ekh-oonkaar Vaaheguroo jee kee Fat'eh. Sree Bhagautee jee Sahaa-e; vaar Sree Bhagautee jee kee Paat'shaahee D'assveen
Dio, la vittoria appartiene a Vahiguru. Il sacro Bhagauti; ode a Bhagauti al decimo maestro ... (Il Baghauti è il patto di intelligenza e saggezza dell'anima, un concetto sikh).
L'Ardas è costituito da tre parti: nella prima parte il credente invoca il Senza Tempo e i primi guru del sikhismo. La seconda parte rammenta i sacrifici ela devozione dei sikh. La terza sezione è costituita da parole improvvisate secondo le necessità del momento della congregazione in preghiera e le opportunità che suscita la recita dell'Ardas.